# Tweede Kamerverkiezingen in het kiesdistrict Ridderkerk (1888-1918)

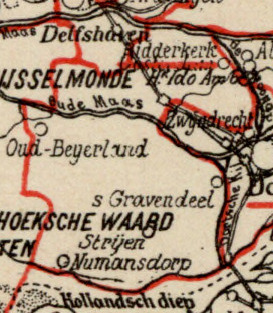
Kiesdistrict Ridderkerk (1888)

Tweede Kamerverkiezingen in het kiesdistrict Ridderkerk (1888-1918) geeft een overzicht van verkiezingen voor de Nederlandse Tweede Kamer in het kiesdistrict Ridderkerk in de periode 1888-1918.
Het kiesdistrict Ridderkerk was eerder ingesteld geweest in de periode 1848-1850. Het kiesdistrict werd opnieuw ingesteld na de grondwetsherziening van 1887. Tot het kiesdistrict behoorden vanaf dat moment de volgende gemeenten: Barendrecht, 's-Gravendeel, Heinenoord, Hendrik-Ido-Ambacht, Klaaswaal, Maasdam, Mijnsheerenland, Numansdorp, Oud-Beijerland, Puttershoek, Rhoon, Ridderkerk, Strijen, Westmaas en IJsselmonde.
Het kiesdistrict Ridderkerk vaardigde in deze periode per zittingsperiode één lid af naar de Tweede Kamer.
Legenda
- cursief: in de eerste verkiezingsronde geëindigd op de eerste of tweede plaats, en geplaatst voor de tweede ronde;
- vet: gekozen als lid van de Tweede Kamer.

## 6 maart 1888
De verkiezingen werden gehouden na vervroegde ontbinding van de Tweede Kamer.
|                           | 6 maart |
| ------------------------- | ------- |
| Kiesgerechtigden          | 2.582   |
| Opkomst                   | 2.345   |
| Geldige stemmen           | 2.327   |
| Blanco stemmen            | 15      |
| Kandidaten                |         |
| T. Heemskerk              | 1.252   |
| J.B. van Osenbruggen      | 1.032   |
| O.J.H. van Limburg Stirum | 42      |

## 9 juni 1891
De verkiezingen werden gehouden na ontbinding van de Tweede Kamer.
|                  | 9 juni |
| ---------------- | ------ |
| Kiesgerechtigden | 2.628  |
| Opkomst          | 2.371  |
| Geldige stemmen  | 2.349  |
| Blanco stemmen   | 22     |
| Kandidaten       |        |
| A. Smit          | 1.185  |
| T. Heemskerk     | 1.139  |

## 10 april 1894
De verkiezingen werden gehouden na vervroegde ontbinding van de Tweede Kamer.
|                  | 10 april | 24 april |
| ---------------- | -------- | -------- |
| Kiesgerechtigden | 2.628    | 2.628    |
| Opkomst          | 1.944    | 2.199    |
| Geldige stemmen  | 1.916    | 2.177    |
| Blanco stemmen   | 27       | 19       |
| Kandidaten       |          |          |
| A. Smit          | 885      | 1.135    |
| T. Heemskerk     | 882      | 1.042    |
| J.G. Gleichman   | 114      |          |

## 15 juni 1897
De verkiezingen werden gehouden na ontbinding van de Tweede Kamer.
|                                     | 15 juni | 25 juni |
| ----------------------------------- | ------- | ------- |
| Kiesgerechtigden                    | 4.547   | 4.547   |
| Opkomst                             | 3.728   | 4.103   |
| Geldige stemmen                     | 3.709   | 4.090   |
| Blanco stemmen                      | 19      | 13      |
| Kandidaten                          |         |         |
| A.P.R.C. van der Borch van Verwolde | 1.709   | 2.056   |
| G.J. Goekoop                        | 1.801   | 2.034   |
| A.D. van Assendelft de Coningh      | 199     |         |

## 14 juni 1901
De verkiezingen werden gehouden na ontbinding van de Tweede Kamer.
|                                     | 14 juni |
| ----------------------------------- | ------- |
| Kiesgerechtigden                    | 5.286   |
| Opkomst                             | 4.642   |
| Geldige stemmen                     | 4.598   |
| Blanco stemmen                      | 44      |
| Kandidaten                          |         |
| A.P.R.C. van der Borch van Verwolde | 2.795   |
| D. de Klerk                         | 1.803   |

## 16 juni 1905
De verkiezingen werden gehouden na ontbinding van de Tweede Kamer.
|                                     | 16 juni |
| ----------------------------------- | ------- |
| Kiesgerechtigden                    | 7.731   |
| Opkomst                             | 7.409   |
| Geldige stemmen                     | 7.370   |
| Blanco stemmen                      | 39      |
| Kandidaten                          |         |
| A.P.R.C. van der Borch van Verwolde | 3.694   |
| D. de Klerk                         | 3.676   |

## 11 juni 1909
De verkiezingen werden gehouden na ontbinding van de Tweede Kamer.
|                                     | 11 juni |
| ----------------------------------- | ------- |
| Kiesgerechtigden                    | 8.370   |
| Opkomst                             | 7.688   |
| Geldige stemmen                     | 7.591   |
| Blanco stemmen                      | 97      |
| Kandidaten                          |         |
| A.P.R.C. van der Borch van Verwolde | 4.176   |
| W.H. van Bilderbeek                 | 2.280   |
| J. Welleman                         | 984     |
| J.A. Bergmeyer                      | 151     |

## 17 juni 1913
De verkiezingen werden gehouden na ontbinding van de Tweede Kamer.
|                                     | 17 juni | 25 juni |
| ----------------------------------- | ------- | ------- |
| Kiesgerechtigden                    | 9.083   | 9.083   |
| Opkomst                             | 8.591   | 8.772   |
| Geldige stemmen                     | 8.473   | 8.740   |
| Blanco stemmen                      | 119     | 32      |
| Kandidaten                          |         |         |
| F.J.W. Drion                        | 3.742   | 4.407   |
| A.P.R.C. van der Borch van Verwolde | 4.060   | 4.333   |
| A.R. van de Laar                    | 199     |         |
| J.H.F. van Zadelhoff                | 272     |         |

## 15 juni 1917
De verkiezingen werden gehouden na ontbinding van de Tweede Kamer.
|                  | 15 juni |
| ---------------- | ------- |
| Kiesgerechtigden | 9.846   |
| Opkomst          | 4.122   |
| Geldige stemmen  | 4.020   |
| Blanco stemmen   | 102     |
| Kandidaten       |         |
| F.J.W. Drion     | 3.014   |
| H.J. Kruidenier  | 1.006   |

## Opheffing
De verkiezing van 1917 was de laatste verkiezing voor het kiesdistrict Ridderkerk. In 1918 werd voor verkiezingen voor de Tweede Kamer overgegaan op een systeem van evenredige vertegenwoordiging met kandidatenlijsten van politieke partijen.